# Hebron (Nowy Jork)
Hebron – miasto w Stanach Zjednoczonych, w stanie Nowy Jork, w hrabstwie Washington.